# 2005년 조지 W. 부시 대통령 취임식

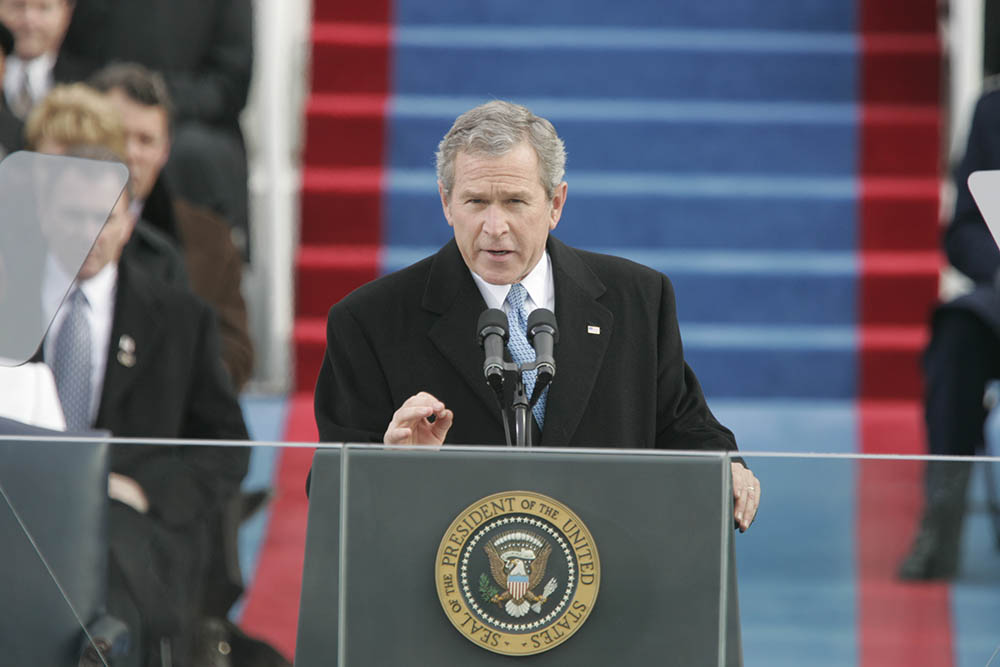
부시가 두 번째 취임 연설을 하고 있는 모습

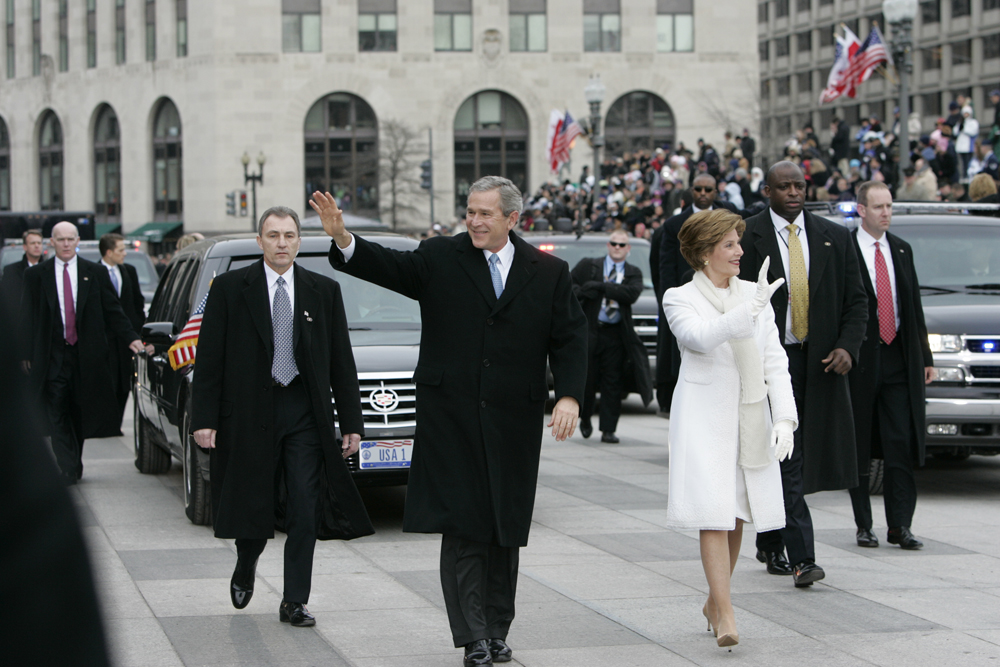
2005년 취임식 퍼레이드 중인 조지와 로라 부시

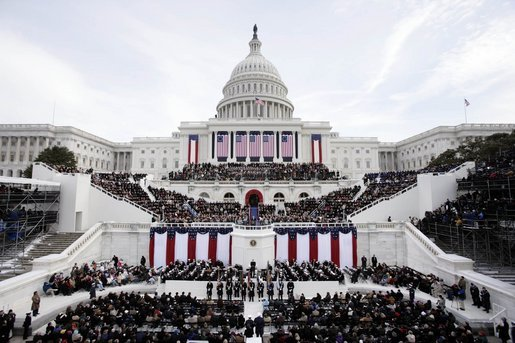
취임 당시 국회의사당의 모습.

조지 W. 부시의 두 번째 취임식은 2005년 1월 20일 목요일 워싱턴 D.C.의 미국 국회의사당 서쪽 앞에서 열렸다. 이것은 55번째 취임식이었으며, 조지 W. 부시의 대통령으로서 두 번째이자 마지막 임기와 딕 체니의 부통령으로서의 임기 시작을 알렸다. 병든 대법원장 윌리엄 렌퀴스트는 그 해 9월 3일 사망하기 전에 마지막으로 대통령 취임 선서를 주관했다. 취임식 참석자 수는 약 100,000명, 300,000명, 또는 400,000명으로 보고되었다.
취임식 장소에서 3.1마일 떨어진 로널드 레이건 워싱턴 내셔널 공항의 정오 날씨는 기온 35°F(2°C), 풍속 14mph, 흐림이었다.

## 연설
21분간 진행된 부시의 취임 연설은 전 세계적인 민주주의 증진과 인권을 미국 외교 정책의 기본 원칙으로 삼는 것에 관한 이전 외교 정책 발언을 중심으로 확장되었다. 윌리엄 새파이어에 따르면, 부시는 수석 연설문 작성자 마이클 거슨에게 "이것을 자유 연설로 만들고 싶다"고 말했다.
미국의 중대한 이익과 우리의 깊은 신념은 이제 하나입니다. 건국 이래 우리는 이 땅의 모든 남녀가 권리, 존엄성, 그리고 비할 데 없는 가치를 지닌다고 선포했습니다. 왜냐하면 그들은 천지 창조주의 형상을 지녔기 때문입니다. 우리는 여러 세대에 걸쳐 자치 정부의 필요성을 선포해왔습니다. 왜냐하면 누구도 주인이 될 자격이 없고, 누구도 노예가 될 자격이 없기 때문입니다. 이러한 이상을 발전시키는 것이 우리 나라를 창조한 사명입니다. 그것은 우리 선조들의 영광스러운 업적입니다. 이제 그것은 우리 국가 안보의 시급한 요구이자 우리 시대의 소명입니다. 그러므로 세계의 모든 압제를 종식시키는 궁극적인 목표를 가지고 모든 국가와 문화에서 민주적 운동과 기관의 성장을 추구하고 지원하는 것이 미국의 정책입니다.
그리고 나중에 이런 말을 했다.
오늘, 미국은 세계의 사람들에게 새롭게 말합니다: 압제와 절망 속에 사는 모든 이들은 알 수 있습니다: 미국은 여러분의 억압을 무시하지 않을 것이며, 여러분의 억압자들을 변명하지 않을 것입니다. 여러분이 자유를 위해 일어설 때, 우리는 여러분과 함께할 것입니다. 억압, 감옥, 또는 망명에 직면한 민주 개혁가들은 알 수 있습니다: 미국은 여러분이 누구인지 압니다: 여러분의 자유로운 국가의 미래 지도자들입니다.
연설에서 "자유로운(free)", "자유(freedom)", "자유(liberty)"라는 단어가 총 49번 사용되었다.

## 취임식 퍼레이드
퍼레이드 중 경로를 따라 일부 시위가 있었지만, 이들은 연설 이후에 있었고 지지자들이 시위자들보다 훨씬 많았다. 부시 대통령과 영부인 로라 부시는 방탄 리무진에서 내려 일부 구간을 걸었다. 미군의 일반적인 퍼레이드 대형 외에도, 퍼레이드에는 파이팅 텍사스 애기 밴드와 같은 밴드와 주지사 경호대와 같은 부대도 포함되었다.

## 보안
9·11 테러 이후 첫 대통령 취임식이었기 때문에 이전 행사보다 보안이 강화되었다. 취임식 퍼레이드 경로와 기타 관련 장소는 헬리콥터와 전투기의 공중 순찰, 옥상 저격수 외에도 13,000명의 경찰과 군인이 경비했다. 워싱턴 시내에서는 100제곱 블록에 달하는 지역이 교통 통제되었다.
악수맨 역시 처음으로 가로채져, 이전 대통령 사진 찍기 스턴트와 관련된 미결 체포 영장으로 체포되었다.

## 시위
많은 사람들이 취임식에서 시위를 벌였고, 취임식 도중 5명이 체포되었다.
시위자들은 실제 선서식장 접근을 막으려 했다. 티켓은 주 상원의원과 하원의원, 그리고 소수의 공화당 전국위원회(RNC) 관계자들만이 배포했다. 전국 각지에서 온 티켓 소지자들은 배낭이나 가방을 가져오지 말 것을 권고받았으며, 그러한 물품은 보안 검색대를 통과할 수 없다고 들었다. 시위자들은 티켓을 확보한 뒤 행사에 큰 가방을 가져와 보안 검문소를 막았다. 보안 요원들은 모든 가방 소지자를 한 줄로 보안 검색하도록 지시하는 대신, 줄이 막히도록 내버려 두어 많은 사람들이 부시 대통령과 체니 부통령을 보고 들을 수 있는 보안 구역에 들어가지 못하게 했다.

## 같이 보기
- 조지 W. 부시 행정부
- 2001년 조지 W. 부시 대통령 취임식
- 조지 W. 부시 대통령 재임 기간 연표 (2005)
- 2004년 미국 대통령 선거
- 조지 W. 부시의 2004년 대통령 선거 운동